# Semir Telalović
Semir Telalović (* 23. Dezember 1999 in Ehingen (Donau)) ist ein deutsch-bosnischer Fußballspieler. Ab Juli 2025 steht er beim 1. FC Nürnberg unter Vertrag.

## Sportlicher Werdegang
Nach seinen Anfängen in der Jugend der TSG Ehingen, des SSV Ulm 1846, von Olympia Laupheim und des SSV Ehingen-Süd wurde er im Sommer 2018 in den Kader der ersten Mannschaft des SSV Ehingen-Süd in der Verbandsliga Württemberg aufgenommen. Nach 58 Ligaspielen und 20 Toren wechselte er im Sommer 2021 in die Regionalliga Bayern zum FV Illertissen. Dort konnte er mit 14 Toren in 23 Ligaspielen auf sich aufmerksam machen und wechselte daraufhin im Januar 2022 zur zweiten Mannschaft von Borussia Mönchengladbach in die Regionalliga West. Dort durfte er Anfang Januar 2023 auch die Rückrundenvorbereitung der ersten Mannschaft in der Bundesliga mitmachen und kam dort auch zu seinem ersten Einsatz im Profibereich, als er am 25. Januar 2023, dem 17. Spieltag, bei der 0:1-Auswärtsniederlage gegen den FC Augsburg in der 86. Spielminute für Manu Koné eingewechselt wurde.
Anfang September 2023 wechselte Telalović nach England zum Zweitligisten Blackburn Rovers. Unter Trainer Jon Dahl Tomasson war er zu Beginn der Spielzeit vornehmlich Ersatzmann und kam zu Spieleinsätzen allenfalls als Einwechselspieler. Erst am 29. Dezember des Jahres stand er bei der 2:3-Niederlage gegen Hull City erstmals in der Startformation, rückte aber bereits am übernächsten Spieltag wieder auf die Ersatzbank. Auch nach einem Trainerwechsel zu John Eustace im Februar 2024 kam er nicht mehr über die Rolle des Ergänzungsspielers hinaus, der zeitweise auch nicht mehr den Weg in den Spieltagskader fand. Am Ende der Spielzeit 2023/24 schaffte die Mannschaft um Torschützenkönig Sammie Szmodics auf dem 19. Tabellenplatz den Klassenerhalt, in seinen 17 Spieleinsätzen im Saisonverlauf war der 15 Mal eingewechselte Telalović dabei ohne eigenen Torerfolg geblieben.
Im Juli 2024 wechselte Telalović zu Zweitliga-Aufsteiger SSV Ulm 1846 und unterschrieb dort einen Vertrag bis 2027. Sein erstes Tor in der zweiten Bundesliga schoss Telalović am 5. Spieltag der Saison 2024/25 gegen den 1. FC Nürnberg zum zwischenzeitlichen 1:0. Das Spiel verlor Ulm jedoch mit 1:2. Ein ähnliches Muster ergab sich beim Spiel gegen Hannover 96, als Telalovic am 15. Spieltag Anfang Dezember seinen ersten Doppelpack in der zweiten Bundesliga schnürte. Auch dort verlor Ulm nach einer Führung am Ende auswärts mit 3:2. Er avancierte zum torgefährlichsten Spieler der „Spatzen“, auch als er beim 5:1-Rückrundenerfolg gegen Tabellenschlusslicht SSV Jahn Regensburg vier Tore schoss und so zum Spieler der Spieles wurde.
Zur neuen Saison 2025/26 wechselt Telalović zum 1. FC Nürnberg.